# Wilhelm Dietrich von Manstein
Wilhelm Dietrich von Manstein (* 6. März 1741 in Kaukern; † 6. Oktober 1809 in Kaschewen) war ein preußischer Offizier, zuletzt Generalmajor.

## Leben

### Herkunft
Wilhelm Dietrich entstammte dem alten Adelsgeschlecht von Manstein. Er war der Sohn von Konrad von Manstein (* 1712; † 21. Dezember 1767 in Kaukern) und dessen Ehefrau Marie Dorothea, geborene Cibrovius. Sie war die Tochter des Pfarrers von Pelleningken. Der Generalmajor Johann Bernhard von Manstein war sein Bruder.

### Militärkarriere
Manstein wurde am 1. März 1751 als Gefreiterkorporal im Infanterieregiment „von Kalsow“ Nr. 43 der Preußischen Armee angestellt. Mit dem Regiment nahm er während des Feldzuges 1756/63 an den Schlachten bei Prag, Kolin und Kunersdorf teil. Für seine Leistungen während der Schlacht bei Liegnitz erhielt er den Orden Pour le Mérite. Im weiteren Verlauf seiner Militärkarriere stieg Manstein am 30. Juni 1773 schließlich zum Stabskapitän auf und kam dann drei Jahre später als Major in das Infanterieregiment „von Thadden“ Nr. 33. Am 26. April 1778 wurde er in das Infanterieregiment „von Erlach“ Nr. 40 versetzt und nahm mit dem Regiment am Bayerischen Erbfolgekrieg teil. Es folgte dann am 26. Mai 1785 die Beförderung zum Oberstleutnant sowie am 4. Juni 1787 zum Oberst. Als solcher wurde Manstein am 18. Juni 1788 Regimentskommandeur. König Friedrich Wilhelm II. ernannte ihn am 7. November 1792 zum Chef des Infanterieregiments „von Budberg“ Nr. 9 und gab Manstein den Befehl, eine Brigade im Westen zu übernehmen. Kurz darauf erfolgte am 3. Januar 1793 seine Beförderung zum Generalmajor. Während des Feldzuges 1793/94 war er bei der Belagerung von Mainz und kämpfte bei Kaiserslautern. Manstein dimittierte am 18. August 1796 mit einer Pension von 800 Talern.
Seinem Wunsch nach einer Wiederanstellung kam König Friedrich Wilhelm III. im März 1799 nicht nach. Manstein verstarb auf seinem Gut Kaschewen, das er im Juni 1776 erworben hatte.

### Familie
Nachdem Manstein am 3. Oktober 1770 die Erlaubnis zur Heirat erhalten hatte, ehelichte er kurz darauf Johanna Ernestine von Pannwitz (* 20. Juni 1757 in Herzogswalde; † 11. November 1800 in Glogau). Aus der Ehe, die später geschieden wurde, gingen zwei Kinder hervor:
- Karl
- Wilhelm Ernst Sigismund (* 5. Dezember 1776 in Liegnitz)